# Bergisches Land
Bergisches Land er en del af Rheinisches Schiefergebirge. Landskabet ligger i den tyske i delstat Nordrhein-Westfalen. Den historiske og den geologiske afgrænsning af området er ikke helt sammenfaldende. 

## Hertugdømmet Berg
Landskabet har ikke navn efter det bjergrige terræn, men derimod efter det tidligere hertugdømme Berg.

## Geologisk afgrænsning
Mod vest grænser Bergisches Land op mod floden Rhinen. Nordgrænsen markeres af floden Ruhr. I øst er der ingen klar grænse mod Sauerland, men ofte sættes skellet ved floden Ennepe. Mod syd glider Bergisches Land over i Westerwald. Dette sker nær floden Sieg.